# 梅热沃伊
梅热沃伊（羅馬化：Mezhevoy）是俄罗斯车里雅宾斯克州的市级镇，为该州萨特卡区人口最多的一座市级镇。地处车里雅宾斯克州西部，位于伏尔加河流域乌法河一支流阿伊河畔，在区行政中心萨特卡西北、州府车里雅宾斯克西方，靠近车里雅宾斯克州与巴什科尔托斯坦共和国的边界。距离最近的规模较大城市是兹拉托乌斯特。
该地2022年人口有4,766人；2010年人口5,649；2002年人口5,578；1989年人口5,808。